# Väddö och Häverö skeppslags tingslag
Väddö och Häverö skeppslags tingslag var ett tingslag i Stockholms län och i Norra Roslags domsaga. 
Tingslaget bildades 1777 av Häverö tingslag och Väddö tingslag. Tingslaget upphörde 1 januari 1918 då den uppgick i Väddö och Närdinghundra tingslag.

## Ingående områden
Tingslaget omfattade Väddö och Häverö skeppslag.